# Farigia pallida
Farigia pallida är en fjärilsart som beskrevs av William Schaus 1894. Farigia pallida ingår i släktet Farigia och familjen tandspinnare. Inga underarter finns listade i Catalogue of Life.